# Stapel (Hannover)

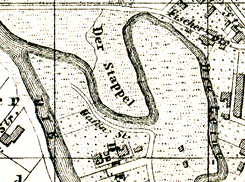
Flurstück Der Stappel an der Leine auf dem Stadtplan Hannover von 1873

Der Stapel war ein mittelalterlicher Binnenhafen an der Leine bei Hannover. Er lag westlich des heutigen Königsworther Platzes, etwa in Höhe der Fischerstraße.

## Geschichte
Eine gewisse Bedeutung erlangte der Stapel nach der Bestätigung des Stapelrechts im Großen Privileg von 1371 und zwar während der mit Unterbrechungen bis Anfang des 16. Jahrhunderts betriebenen Leineschifffahrt nach Bremen.
Der Hafen wurde bei der Wiederaufnahme der Leineschifffahrt in der Mitte des 18. Jahrhunderts an die Ihme  in den Bereich der Blumenauer Straße verlegt. Auf dem Stadtplan Hannover von 1873 findet sich „Der Stappel“ als Flurname im Bereich der Fischerstraße.